# ناوكي ماتسودا
ناكومي ماتسودا (باليابانية:松田 直樹)؛ (14 مارس 1977 - 4 أغسطس 2011)، لاعب كرة قدم ياباني. يلعب في مركز الوسط، ومدافع في أحد أندية اليابان، أبدع في نهائيات كأس العالم 2002 بكوريا واليابان.

## سيرة لاعب
بدأ سيرته في مقاطعة جونما، حيث احترف في نادي يوكوهاما مارينوس، وأصبح من أبرز نجوم كرة القدم اليابانية في الدوري الياباني للدرجة الأولى .
حيث شارك في نهائيات البطولات التالية :
- كأس العالم بكوريا واليابان 2002 ، ووصوله إلى الدور الثاني .
- كأس العالم للقارات 2001 .
- دورة الألعاب الأولمبية 1996 بالولايات المتحدة .

### وفاته
أعلن نادي ماتسوموتو ياماغا من الدرجة الثالثة أن مدافعه ومنتخب اليابان لكرة القدم سابقا ناوكي ماتسودا توفي اليوم الخميس عن عمر 34 عاما وذلك بعد يومين من تعرضه لازمة قلبية في التدريبات.
ودخل ماتسودا في غيبوبة عقب فترة (تحمية) خلال التدريبات أول من أمس الثلاثاء ونقل إلى المستشفى حيث اكتشف الأطباء توقف دقات قلبه ووضعوه تحت جهاز التنفس.

## مشاركاته

### سيرته مع الأندية
بدأ سيرته الرياضية مع نادي يوكوهاما مارينوس .

### المنتخب الياباني لكرة القدم
شارك مع منتخب بلاده في سنوات 2000 حتى اعتزاله الدولي عام 2005.

### تسجيله للأهداف في المناسبات الدولية
| #  | تاريخ         | ملعب              | منافس     | عدد الأهداف | نتيجة | بطولة |
| -- | ------------- | ----------------- | --------- | ----------- | ----- | ----- |
| 1. | 29 يناير 2005 | يوكوهاما، اليابان | كازاخستان | 4–0         | فوز   | ودية  |

## انجازات

### نادي
- الدوري الياباني الممتاز: 1995، 2003، 2004
- كأس الدوري الياباني: 2001

### المنتخب
- بطولة كأس القارات: المركز الثاني 2001
- كأس آسيا: 2000، 2004

### Individual
- الدوري الياباني الممتاز: Best Eleven 2000، 2002

## وصلات خارجية
- Yokohama Marinos profile (باليابانية)
- ناوكي ماتسودا على موقع الاتحاد الدولي (مؤرشف)  (الإنجليزية)
- ناوكي ماتسودا على موقع رابطة كرة القدم اليابانية للمحترفين (اليابانية)
- ناوكي ماتسودا على موقع قاعدة بيانات كرة القدم.إي يو (الإنجليزية)
- ناوكي ماتسودا على موقع ناشيونال فوتبول تيمز (الإنجليزية)
- ناوكي ماتسودا على موقع Soccerway.com (الإنجليزية)
- ناوكي ماتسودا على موقع عالم كرة القدم.نت (الإنجليزية)
- ناوكي ماتسودا على موقع أوليمبيديا (الإنجليزية)
- http://www.alriyadh.com/net/article/656415